# René Gallice
Pour les articles homonymes, voir Gallice.
René Gallice, né le 13 avril 1919 à Forcalquier et mort le 25 mai 1999 à Bordeaux, est un footballeur français. Il a évolué au poste de milieu de terrain.

## Biographie
René Gallice joue notamment en faveur des Girondins de Bordeaux et de l'Olympique de Marseille.
Il remporte le titre de champion de France en 1950 avec les Girondins de Bordeaux, club avec lequel il évolue pendant douze saisons.
Il reçoit une sélection en équipe de France A le 12 mai 1951, lors d'un match amical face à l'Irlande du Nord.
Dès juillet 1940, il s'engage dans la France libre, en Palestine et combat avec le bataillon d'infanterie de marine et du Pacifique de la 1re division française libre. Cet engagement ne lui permet pas de remporter la coupe de France 1941 glanée par son club d'alors, les Girondins de Bordeaux. Il joue cependant la finale de coupe de France en 1952 face à l'OGC Nice (finale perdue avec les Girondins 5 buts à 3).
Figures légendaires du football français, René Gallice et son complice Jean Swiatek eurent un célèbre magasin de sport « Gallice et Swiatek » à Bordeaux. Ils seront aussi directeurs sportifs des Girondins de Bordeaux.
A ce titre, René Gallice fait notamment signer son premier contrat professionnel à un jeune joueur qui marquera pour toujours l'histoire des Girondins de Bordeaux: Alain Giresse
Jean et André Gallice, fils de René, furent eux aussi des joueurs professionnels de football.

## Palmarès
- Champion de France en 1950 avec les Girondins de Bordeaux
- Finaliste de la Coupe de France en 1952 avec les Girondins de Bordeaux

## Postérité
Le 25 octobre 2015, lors de la rencontre Bordeaux - Troyes, les supporters des Girondins de Bordeaux baptisèrent du nom de René Gallice le Nouveau Stade de Bordeaux. Les Ultramarines à l'initiative du vote, et appelant à voter pour René Gallice, ont déployé un tifo à sa mémoire et à l'issue un plaidoyer pour le football populaire d'un responsable ultra lors du match, Jean Gallice, un de ses fils, prit la parole et remercia chaleureusement les supporters. Ce nom avait auparavant été choisi par un scrutin populaire à la majorité, conduit lors de la rencontre Bordeaux-Lyon, le 26 septembre 2015, parmi des propositions comme : Stade du Port de la Lune, Stade Claude Bez, Stade Alain Giresse.